# Bartolomé Pitiscus
Bartolomé Pitiscus (o Bartolomeo, 1561-1613) fue un matemático, astrónomo y teólogo alemán.

## Semblanza
Bartolomé Pitiscus acuñó el término trigonometría en su obra Trigonometria: sive de solutione triangulorum tractatus brevis et perspicuus (1595, primera edición publicada en Heidelberg). Esta consiste en cinco libros de trigonometría plana y esférica. Algunas veces se afirma que Pitiscus es el inventor del punto o separador decimal, el símbolo que separa enteros de fracciones decimales, que aparece en sus tablas trigonométricas y que fue aceptado después por John Napier en sus trabajos logarítmicos.
Pitiscus editó Thesaurus mathematicus (1613), obra en la que mejoró las tablas trigonométricas de Georg Joachim Rheticus y también le corrigió Magnus Canon doctrinæ triangulorum.
El escritor Samuel Pitiscus (1637-1727) fue su sobrino.

## Eponimia
- El cráter lunar Pitiscus lleva este nombre en su memoria.[3]